# دانشگاه سافک
دانشگاه سافک یک دانشگاه تحقیقاتی خصوصی در بوستون، ماساچوست است. این دانشگاه با ۷۵۶۰ دانشجو هشتمین دانشگاه بزرگ در شهر بوستون است. این مدرسه به عنوان یک دانشکده حقوق در سال ۱۹۰۶ تأسیس شد و به دلیل محل آن در شهرستان سافک، ماساچوست نامگذاری شد. فارغ التحصیلان برجسته این دانشگاه شامل شهرداران، ده‌ها قاضی فدرال و ایالتی و اعضای کنگره ایالات متحده است. این دانشگاه همچنین میزبان مرکز تحقیقات سیاسی دانشگاه سافولک است.